# NAACP Image Award
«NAACP Image Award» — американська премія, створена і вручається «Національною асоціацією сприяння прогресу кольорового населення» (NAACP) за досягнення у царині кіно, телебачення, театру, музики і літератури.

## Історія
Нагорода була створена у 1967 році і на даний час вручається в 35 категоріях. Хоча премія вручається з 1967 року, вперше трансляція вручення нагород по національному телебаченню відбулася у 1974 році, а саме шоу зазвичай проходить в лютому-березні в Лос-Анджелесі. 
Ведучими на нагородженні у різні роки були Деббі Аллен, Дензел Вашингтон, Вітні Г'юстон, Ванесса Вільямс, Мерая Кері, Трейсі Елліс Росс, Ґолден Брукс, Аніка Ноні Роуз і Тайлер Перрі. 
Лідерами за кількістю нагород є Делла Різ, Дензел Вашингтон, Елфрі Вудард, Вупі Голдберг, Ванесса Вільямс та Анджела Бассетт.